# ヘンリエッタ・アシュバーナム (第5代ストレンジ女男爵)
第5代ストレンジ女男爵ヘンリエッタ・ブリジット・アシュバーナム（英語: Henrietta Bridget Ashburnham, 5th Baroness Strange、1716年頃 – 1732年8月8日）は、イギリスの貴族。

## 生涯
初代アシュバーナム伯爵ジョン・アシュバーナム（1737年没）と第4代ストレンジ女男爵ヘンリエッタ・スタンリーの娘として、1716年頃に生まれた。
1718年6月26日に母が死去すると、ストレンジ女男爵の爵位を継承した。
1732年8月8日に生涯未婚のまま死去、母方の祖父にあたる第9代ダービー伯爵ウィリアム・スタンリーの弟である第10代ダービー伯爵ジェームズ・スタンリーが爵位を継承した。